# Tippi Hedren
Nathalie Kay "Tippi" Hedren (New Ulm, Minnesota, 19 de gener de 1930) és una actriu estatunidenca i una model de moda. És coneguda per les pel·lícules d'Alfred Hitchcock Els ocells i Marnie. També és la mare de l'actriu Melanie Griffith, ex-dona de l'actor espanyol Antonio Banderas.

## Biografia
Nathalie Hedren és filla de pare suec i de mare d'origen alemany i noruec. "Tippi" era com li va començar a dir el pare de nena. Als 18 anys, mentre els pares es van traslladar a Califòrnia, ella va anar a Nova York i va començar una carrera de model professional, en uns grans magatzems.
En menys d'un any va debutar al cinema en el musical The Petty Girl (1950), encara que en les entrevistes sempre ha dit que la seva primera pel·lícula va ser Els ocells.
El 1963, Alfred Hitckcock preparava la pel·lícula Els ocells i buscava algú que substituís l'actriu Janet Leigh, protagonista de la seva pel·lícula anterior (Psicosi, 1960). Va descobrir Tippi Hedren en un anunci de begudes.
El rodatge de Els ocells va ser molt dur i perillós, segons ha explicat la mateixa Hedren. Per exemple, durant l'enregistrament de l'última escena, en la qual els ocells ataquen, va acabar tan exhausta que es va asseure i va començar a plorar. La pel·lícula va guanyar el Globus d'Or a l'actriu revelació i la va fer famosa.

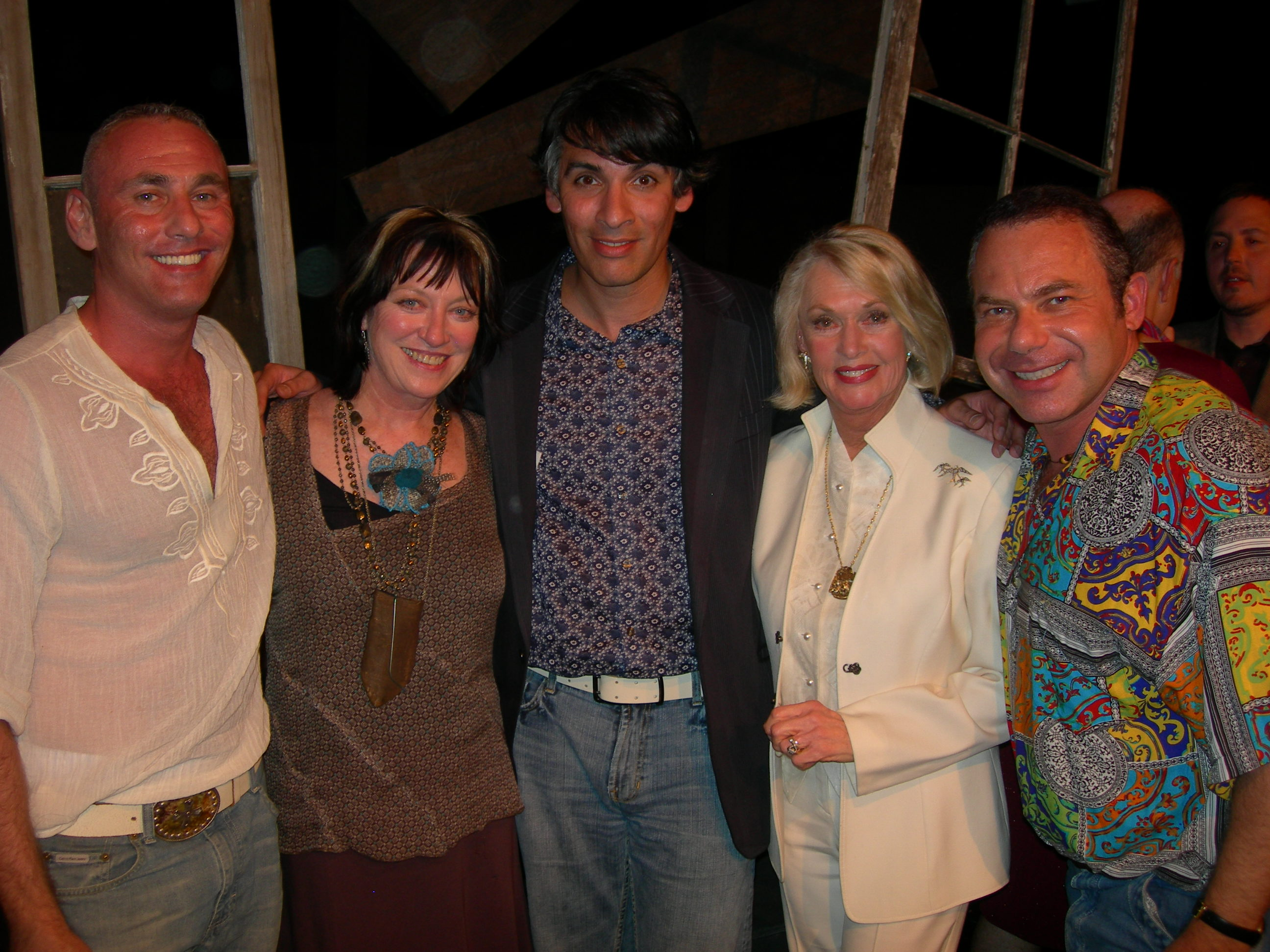
Tippi Hedren el 2003 a una adaptació teatral dEls ocells a Hollywood.

L'any següent Hitchcock la va tornar a dirigir a Marnie, on va ser la protagonista. Després d'aquesta pel·lícula la relació entre l'actriu i el director va empitjorar. Els productors que volien contractar Hedren havien de veure-se-les amb Hitchcock, que els deia que ella no estava disponible. El director va adoptar una actitud controladora i va intentar dirigir-li la carrera.
Tanmateix després de treballar a les ordres de Hitchcock va fer 40 pel·lícules entre 1967 i 2005. Després de Marnie va aparèixer a l'última pel·lícula de Charlie Chaplin, La comtessa de Hong Kong (1967). El 1981 va produir la seva pel·lícula, El gran rugit, en la qual apareixien dotzenes de lleons africans. Durant el rodatge l'actriu i altres persones van ser atacades pels felins, però no hi va haver morts. La pel·lícula va influir perquè l'actriu establís a Acton (Califòrnia) una reserva d'animals, on viu actualment, i on també es dedica a guiar visites.
Tippi Hedren ha estat casada quatre vegades. Amb Peter Griffith es va casar el 1952 i es va divorciar el 1961. D'aquest matrimoni va néixer l'actriu Melanie Griffith. El 1964 es va casar amb Noel Marshall, del qual es va separar el 1982. El tercer matrimoni va ser amb Luis Barrenecha, entre 1985 i 1995 i des del 2002 està casada amb Martin Dinnes.

## Filmografia
| Any  | Títol                                                | Paper                | Notes                                         |
| ---- | ---------------------------------------------------- | -------------------- | --------------------------------------------- |
| 1950 | The Petty Girl                                       | Ice Box Petty Girl   | no surt als crèdits                           |
| 1963 | Els ocells                                           | Melanie Daniels      | Globus d'Or a la millor nova promesa femenina |
| 1964 | Marnie                                               | Marnie Edgar         |                                               |
| 1967 | La comtessa de Hong Kong (A Countess from Hong Kong) | Martha               |                                               |
| 1968 | Tiger by the Tail                                    | Rita Armstrong       |                                               |
| 1970 | Satan's Harvest                                      | Marla Oaks           |                                               |
| 1973 | The Harrad Experiment                                | Margaret Tenhausen   |                                               |
| 1973 | Mr. Kingstreet's War                                 | Maggie Kingstreet    |                                               |
| 1976 | Where the Wind Dies                                  | desconegut           |                                               |
| 1981 | El gran rugit (Roar)                                 | Madeline             |                                               |
| 1982 | Foxfire Light                                        | Elizabeth Morgan     |                                               |
| 1985 | Alfred Hitchcock Presents                            | Cambrera             |                                               |
| 1989 | Deadly Spygames                                      | Chastity             |                                               |
| 1990 | Pacific Heights                                      | Florence Peters      |                                               |
| 1990 | Return to Green Acres                                | Arlenn               |                                               |
| 1991 | Shadow of a Doubt                                    | Sra. Mathewson       |                                               |
| 1991 | In the Cold of the Night                             | Clara                |                                               |
| 1992 | Through the Eyes of a Killer                         | Sra. Bellano         |                                               |
| 1993 | Perry Mason: The Case of the Skin-Deep Scandal       | Beverly Courtney     |                                               |
| 1994 | Inevitable Grace                                     | Dra. Marcia Stevens  |                                               |
| 1994 | Treacherous Beauties                                 | Lettie Hollister     |                                               |
| 1994 | The Birds II: Land's End                             | Helen                |                                               |
| 1994 | Teresa's Tattoo                                      | Evelyn Hill          |                                               |
| 1996 | Ciutadana Ruth (Citizen Ruth)                        | Jessica Weiss        |                                               |
| 1997 | Mulligans                                            | Dottie               |                                               |
| 1998 | I Woke Up Early the Day I Died                       | Maylinda Austed      |                                               |
| 1998 | Break Up                                             | Mare                 |                                               |
| 1998 | Exposé                                               | desconegut           |                                               |
| 1999 | Replacing Dad                                        | Dixie                |                                               |
| 1999 | The Darklings                                        | Martha Jackson       |                                               |
| 1999 | The Storytellers                                     | Lillian Glosner      |                                               |
| 2000 | Mind Rage                                            | Dra. Wilma Randolph  |                                               |
| 2001 | Tea with Grandma                                     | Àvia Rae             |                                               |
| 2001 | Ice Cream Sundae                                     | Lady                 |                                               |
| 2003 | Rose's Garden                                        | Rose                 |                                               |
| 2003 | DarkWolf                                             | Mary                 |                                               |
| 2003 | Searching for Haizmann                               | Dra. Michelle Labner |                                               |
| 2003 | 111 Gramercy Park                                    | Sra. Granville       |                                               |
| 2003 | IceMaker                                             | Sra. Kelly           |                                               |
| 2003 | Julie and Jack                                       | Julie McNeal         |                                               |
| 2004 | Estranyes coincidències (I Heart Huckabees)          | Mary Jane Hutchinson |                                               |
| 2004 | Raising Genius                                       | Àvia Babe            |                                               |
| 2004 | Return to Babylon                                    | desconegut           |                                               |
| 2005 | Strike the Tent                                      | Àvia Adams           |                                               |
| 2008 | Her Morbid Desires                                   | Tia Gloria           |                                               |
| 2012 | Jayne Mansfield's Car                                | Naomi Caldwell       | no surt als crèdits                           |
| 2012 | Free Samples                                         | Betty                |                                               |
| 2013 | Return to Babylon                                    | Mrs. Peabody         |                                               |
| 2015 | The Ghost and the Whale                              | Tippi                |                                               |